# Frieseomelitta doederleini
Frieseomelitta doederleini, popularmente conhecida como mané-de-abreu, moça-branca, marmelada-amarela, marmelada-branca, mocinha-preta, marmeladão, moça-morena ou abelha-sem-ferrão, é uma espécie de abelha da subfamília dos apíneos (Apinae), endêmica do Brasil. É considerada uma espécie relevante para a meliponicultura brasileira.

## Nome
O nome popular abelha-sem-ferrão, que se comporta como sinônimo de abelha-da-terra, é uma comum de algumas espécies de apíneos. Seu epíteto específico é uma homenagem ao professor Ludwig Heinrich Philipp Döderlein.

## Taxonomia
Frieseomelitta doederleini foi descrita pela primeira vez por Heinrich Friese em 1900 como Trigona doederleini. A localidade-tipo fornecida foi Chiriqui, no Panamá, que trata-se de um erro para Bahia, no Brasil. Seu lectótipo é AMNH 25290 e seu paralectótipo é HNHM 674/20.

## Descrição
Abelhas do gênero Frieseomelitta são tipicamente pequenas, medindo até sete milímetros de comprimento (F. doederleini mede cerca de 5,5 milímetros), e podem ser reconhecidas por um conjunto de características morfológicas distintas. Apresentam marcas amarelas na face, especialmente na área paraocular e nas genas, margeando os olhos compostos. A margem posterior do vértex não é elevada, e o ângulo distal superior da metatíbia da operária é amplamente arredondado. A metatíbia, espatulada, em forma de raquete ou claviforme, é aumentada e inflada, com uma pequena depressão corbicular restrita ao terço apical e com cerdas plumosas na borda retromarginal. Os adultos emergem com a cabeça e o mesossoma escuros, enquanto o metassoma permanece esbranquiçado por mais de uma semana. Outra característica marcante é a ponta da asa com coloração branca leitosa na maioria das espécies. O palpo labial possui numerosas cerdas alongadas e sinuosas; nos dois primeiros palpômeros, essas cerdas são tão longas quanto o primeiro palpômero e mais longas que o segundo, geralmente superando em mais de duas vezes a largura do palpo.

## Distribuição e Habitat
Frieseomelitta doederleini é endêmica do Brasil, onde ocorre no Nordeste, nos estados da Bahia, Ceará, Maranhão, Paraíba, Pernambuco, Piauí e Rio Grande do Norte. Segundo Pedro (2014), também ocorre em Minas Gerais e Mato Grosso e há relatos no Pará. Portanto, a espécie está presente nos biomas da Amazônia, Caatinga, Cerrado e Mata Atlântica, nas sub-bacias do Itapecuru-Paraguaçu, do Jaguaribe, do litoral de Alagoas, Pernambuco, Paraíba, Ceará e Sergipe, do Paraguai 2, do Paraíba, do Alto Parnaíba, do Piranhas, do Alto, Médio, Submédio e Baixo São Francisco e do Baixo Tocantins.

## Ecologia
Frieseomelitta doederleini é moderadamente agressiva e faz ninhos em cavidades de árvores vivas ou mortas (secas), mourões, etc. Eles são caracterizados por células de cria conectadas entre si por estruturas de cerume, formando cachos compactos. Esse agrupamento não é envolvido por um invólucro. Além disso, há um estoque abundante de resina no ninho. Essa espécie é capaz de produzir aproximadamente dois litros de mel por colônia anualmente, utilizando como fonte de néctar as espécies vegetais nativas da região (malpigiáceas e anacardiáceas). Como há poucos dados científicos disponíveis, muitas das informações sobre a espécie são baseadas no conhecimento tradicional das comunidades locais.
Durante o período chuvoso, a Frieseomelitta doederleini apresenta maior atividade de voo sem material e aumento significativo na coleta de néctar, com pico inusitado entre 17h45 e 17h55 - horário geralmente associado à redução das atividades. Esse comportamento pode estar relacionado à alta oferta de néctar por determinadas plantas. No período seco, a atividade concentra-se entre 8h45 e 13h45, enquanto no chuvoso se estendeu até 15h45. Seu mel é especialmente valorizado, sobretudo na Bahia. O teor de compostos fenólicos de seu mel variou entre 1,15 e 1,23 miligramas equivalentes de ácido gálico por grama de mel (mg GAE·g⁻¹), valores semelhantes aos observados em méis in natura da abelha jandaíra-do-nordeste  (Melipona subnitida). O teor de flavonoides, por sua vez, oscilou entre 0,15 e 0,18 miligramas equivalentes de quercetina por grama de mel (mg EQ·g⁻¹).

## Conservação
Em 2018, Frieseomelitta doederleini foi classificada como pouco preocupante (LC) no Livro Vermelho da Fauna Brasileira Ameaçada de Extinção do Instituto Chico Mendes de Conservação da Biodiversidade (ICMBio). As espécies do gênero Frieseomelitta não são muito adaptadas a ambientes antropizados e/ou altamente urbanizados. A área de distribuição de F. longipes sofre processo de conversão de áreas naturais em áreas urbanas, pastagens e monoculturas, mas por sua ampla extensão de ocorrência e pela presenta de grandes remanescentes de vegetação nacional, não há ameaças que impactem sua existência. Está presente em algumas áreas de conservação: a Área de Proteção Ambiental da Chapada do Araripe (APA Chapada do Araripe), a Floresta Nacional de Carajás (Flona Carajás), a Floresta Nacional do Araripe-Apodi (Flona do Araripe-Apodi), o Parque Nacional da Serra das Confusões (PARNA da Serra das Confusões), o Parque Nacional dos Campos Ferruginosos (PARNA dos Campos Ferruginosos) e a Reserva Biológica Guaribas (Rebio Guaribas).